# Wang Tao (tenisista stołowy)
Wang Tao, chiń. 王濤 (ur. 13 grudnia 1967 w Pekinie) – chiński tenisista stołowy, trzykrotny medalista olimpijski, multimedalista mistrzostw świata i igrzysk azjatyckich.
Dwukrotnie wystąpił na letnich igrzyskach olimpijskich. W 1992 roku na igrzyskach w Barcelonie zdobył złoty medal olimpijski w grze podwójnej (razem z nim grał Lü Lin), a w grze pojedynczej był piąty. Cztery lata później na igrzyskach w Atlancie zdobył dwa srebrne medale – w singlu i deblu. 
W latach 1991–1997 zdobył dziesięć medali mistrzostw świata (siedem złotych, dwa srebrne i jeden brązowy), w 1994 roku trzy medale igrzysk azjatyckich (dwa złote i jeden brązowy), a w latach 1990–1994 sześć medali mistrzostw Azji (trzy złote, dwa srebrne i jeden brązowy).
W latach 1994–1996 trzykrotnie został wybrany do dziesięciu najlepszych sportowców roku w Chińskiej Republice Ludowej, a w 1999 roku ogłoszono go jednym z 50 najlepszych sportowców 50-lecia.